# Copiopteryx phippsi
Copiopteryx phippsi är en fjärilsart som beskrevs av William Schaus 1932. Copiopteryx phippsi ingår i släktet Copiopteryx och familjen påfågelsspinnare. Inga underarter finns listade i Catalogue of Life.